# Robert Pries
Ernst Heinrich Robert Pries (* 8. September 1852 in Rostock; † 24. Mai 1928 ebenda) war ein deutscher evangelisch-lutherischer Theologe, Lehrer und Schriftsteller.

## Leben
Robert Pries war der zweite Sohn und viertes von neun Kindern des Rostocker Juristen und Landsyndikus Joachim Heinrich (Hermann) Pries (1819–1893) und dessen Frau Helene, geb. Eggers (1824–1898), Tochter eines Rostocker Kaufmanns. Der Jurist und Neubrandenburger Bürgermeister Adolf Pries (1851–1930) und der Rostocker Baurat Friedrich Pries (1859–1937) waren seine Brüder. Der Rechtswissenschaftler und Hochschullehrer Otto (von) Wendt (1846–1911) war sein Schwager. Sein Urgroßvater Joachim Heinrich Pries (1747–1796) und sein Großvater Johann Friedrich Pries (1776–1832) waren einst Universitätsprofessoren in Rostock gewesen.
Nach dem Besuch der Großen Stadtschule in Rostock bis zum Abitur Ostern 1872 studierte er ab dem Sommersemester 1872 Evangelische Theologie an den Universitäten Rostock, Tübingen, Leipzig und ab Sommersemester 1875 wieder in Rostock.
Ab 1877 war er Konrektor und Lehrer an der höheren Abteilung der Knabenschule in Grevesmühlen, ab 1879 Rektor in Bützow. Im März 1881 wurde er Pastor in Satow (bei Malchow) und im Oktober 1893 wechselte er als zweiter Diakon an die Jakobikirche in Rostock. Zum 1. Juli 1905 übernahm er das Amt des Ersten Pfarrers der neu gegründeten Heiligen-Geist-Gemeinde in der Kröpeliner-Tor-Vorstadt, deren Gottesdienste in der Jakobikirche stattfanden bis zur Weihe der 1905–1908 erbauten Heiligen-Geist-Kirche am 26. April 1908. Das Amt hatte er bis zu seiner Emeritierung 1923 inne. Neben seiner kirchlichen Arbeit war Robert Pries schriftstellerisch tätig als Erzähler und Lyriker.
Robert Pries war ab 1879 verheiratet mit Elise Weber (1856–1881), Tochter des Konsuls Joachim Hermann Weber. Nach deren frühem Tod heiratete er 1884 in zweiter Ehe Christine Koch (1861–1952), Tochter eines Gutsbesitzers. Den Ehen entstammten sechs Kinder, die Söhne Arthur (1880–1941), Karl (1886–1914), Alexander (1887–1916), Leonhard (* 1892) sowie die Töchter Elisabeth (* 1889) und Maria (1897–1953). Sein Sohn Arthur wurde als Baubeamter, zuletzt als Regierungsdirektor, in der Bauverwaltung von Mecklenburg-Schwerin tätig.

## Schriften (Auswahl)
- Aus den Papieren eines Landgeistlichen. Aphorismen aus Meditation, Leben und Amt (1891)
- Kandidat Hand. Gespräche Tübinger Studenten (1891)
- Krippe, Kreuz, Krone. Geistliche Lieder zu den sonn- und festtäglichen Evangelien (1893) (Digitalisat)
- Öl und Wein. Lehre, Rat und Trost für Leidende (1902)
- Auf Urlaub. Gedichte aus der Sommerfrische (1909)
- Fingerzeige zum Johannis-Evangelium (1912)
- J. T. Beck. Treu und frei. Zwischenreden aus den Vorlesungen über Glaubenslehre (Hrsg. 1915)
- Sturm-Psalmen. Zum sich Richten und Aufrichten in den Stürmen unserer Tage (1919)[4][6]